# Felipe González
Felipe González Márquez (Sevilla, 5 de marzo de 1942) es un abogado y político español. Fue secretario general del Partido Socialista Obrero Español (PSOE) de 1974 a 1997 y tercer presidente del Gobierno de España desde la transición, entre 1982 y 1996. Su mandato de trece años y medio fue el más largo de un jefe de Gobierno democrático en España.
En 1962 se afilió a las Juventudes Socialistas y se incorporó al PSOE en 1964, entonces un partido clandestino. Al año siguiente finalizó sus estudios de Derecho en la Universidad de Sevilla. Participó en manifestaciones contra la dictadura de Francisco Franco, hecho por el que llegó a ser detenido en Madrid en 1971. En el Congreso de Suresnes de 1974 del PSOE renovado (escisión del PSOE dirigido por Rodolfo Llopis), González fue elegido secretario general del PSOE. En 1977 obtuvo su primer acta de diputado y fue el candidato del PSOE a la presidencia del Gobierno en 1977, 1979, 1982, 1986, 1989, 1993 y 1996. 
Tras obtener el PSOE la mayoría absoluta en las elecciones de 1982, fue investido presidente del Gobierno. Bajo su dirección el PSOE logró dos mayorías absolutas consecutivas: la de 1982, con 202 diputados en el Congreso, y en 1986, elecciones en las que obtuvo 184 diputados; asimismo, en 1989 obtuvo 175 diputados, exactamente la mitad de los que componen el hemiciclo. En 1993 el PSOE perdió la mayoría absoluta, requiriendo el apoyo de Convergència i Unió para la formación de gobierno.
Sus primeros mandatos se caracterizaron por la consolidación del nuevo régimen democrático —tras la transición iniciada en los años siguientes a la muerte de Franco—, la integración de España en la Comunidad Económica Europea en 1986, el referéndum sobre la permanencia de España en la OTAN y una política económica liberal desde la que llevó a cabo una reconversión industrial que transformó el tejido productivo del país consolidándolo como una economía de servicios. Estas políticas generaron un aumento importante del paro juvenil y una fuerte conflictividad social, especialmente en antiguos centros industriales, que llevó a la convocatoria de cuatro huelgas generales.En paralelo se consolidaron aspectos del Estado del bienestar como la articulación del Sistema Nacional de Salud, reformas educativas, la regulación del aborto o la derogación del delito de escándalo público, así como el desarrollo de una nueva política cultural.El periodo estuvo marcado también por la violencia de ETA, la crisis de la heroína y el sida y hechos mediáticos como la expropiación de Rumasa o la crisis del aceite de colza.
La etapa final de su gobierno se caracterizó por las transformaciones vinculadas a los actos del año 1992 (Juegos Olímpicos de Barcelona, Exposición Universal de Sevilla y V Centenario del Descubrimiento de América), la crisis económica de 1993 y el estallido de una serie de escándalos políticos y de corrupción. En esta etapa se firmó el Pacto de Toledo sobre las pensiones públicas, se celebró en Madrid la Conferencia de Paz sobre Oriente Próximo, se enviaron unidades españolas a la primera guerra del Golfo y, con la participación activa de González, se aprobó el Tratado de Maastricht que transformó la Comunidad Europea en la nueva Unión Europea. Asimismo, en 1995 se aprobó el primer Código Penal desde la dictadura. Los últimos años de mandato se caracterizaron por la división interna del PSOE y una amplia pérdida de popularidad, vinculada a la aparición de casos como el caso Filesa, caso Juan Guerra o caso Roldán, entre otros, y de forma destacada el caso de los GAL. Este probó que entre 1983 y 1987 grupos paramilitares practicaron terrorismo de Estado como parte de la «guerra sucia» contra ETA, asesinando a 27 personas con el amparo del entonces ministro de Interior.
Tras las elecciones generales de 1996, en las que el PSOE resultó derrotado frente al Partido Popular, González salió de la presidencia del gobierno, sucedido por José María Aznar. Fue elegido diputado por última vez en 2000, y en los años posteriores desempeñó roles diplomáticos y en el sector privado.

## Inicios
Nació el 5 de marzo de 1942 en Bellavista, un barrio de Sevilla. Es hijo de Felipe González Helguera y Juana Márquez Domínguez. Su padre era un empresario ganadero natural de Rasines (Cantabria), militante de Izquierda Republicana, que también militaba en el sindicato socialista Unión General de Trabajadores. Su madre era natural de Villarrasa (Huelva). La situación económica desahogada de la que gozaba su familia le permitió cursar el bachillerato en el colegio de los Padres Claretianos y después, el preuniversitario en el Instituto San Isidoro, ambos en Sevilla. Posteriormente obtendría la licenciatura en Derecho en la Universidad de Sevilla. También estudió Ciencias Económicas en la Universidad de Lovaina (Bélgica), carrera que no terminó.
Durante su juventud militó en la Juventud Universitaria Masculina de Acción Católica (JUMAC) que poco después pasó a ser Juventud Estudiante Católica (JEC) y en las Juventudes Obreras Católicas, de inspiración socialcristiana. En 1962 se afilió a las Juventudes Socialistas, para incorporarse en la clandestinidad al Partido Socialista Obrero Español dos años después. En 1965 finaliza sus estudios de Derecho y en 1966 comienza a ejercer como abogado laboralista en Sevilla. En ese tiempo, entre 1965 y 1969, fue miembro del comité provincial del PSOE en Sevilla, de 1969 a 1970 del Comité Nacional y, a partir de 1970, figuró en la Comisión Ejecutiva, utilizando el alias de «Isidoro» en la clandestinidad. En 1971 fue detenido por haber participado en manifestaciones contrarias al régimen dictatorial de Francisco Franco.
En esos años se iniciaba un movimiento de renovación en las filas socialistas, cuando todo el PSOE interior y una parte del exilio intentaban desplazar a la dirección que encabezaba, desde el exilio, el secretario general Rodolfo Llopis, posición que acabaría triunfando en el Congreso de la UGT de 1971 y en el del PSOE de 1972. En este último, Llopis se niega a aceptar su destitución, provocando una ruptura en dos partidos: el PSOE Histórico de Llopis (posteriormente, PASOC), y el PSOE Renovado —con una dirección colegiada en el interior, uno de cuyos miembros era González—.
El Congreso de 1974 del PSOE, celebrado en la localidad francesa de Suresnes, habría de ser el de la ordenación de esa renovación, mediante la elección de un primer secretario. Un pacto entre el núcleo andaluz y el vasco, auspiciado por el Partido Socialdemócrata de Alemania, propiciaría la designación de Felipe González.

De acuerdo con Juan Antonio Andrade, doctor en Historia Contemporánea por la Universidad de Extremadura, la imagen proyectada por González, identificada con la clase media profesional de la época, marcaba un contraste con el grueso de la generación de políticos de la década de 1970, tanto franquistas como opositores.

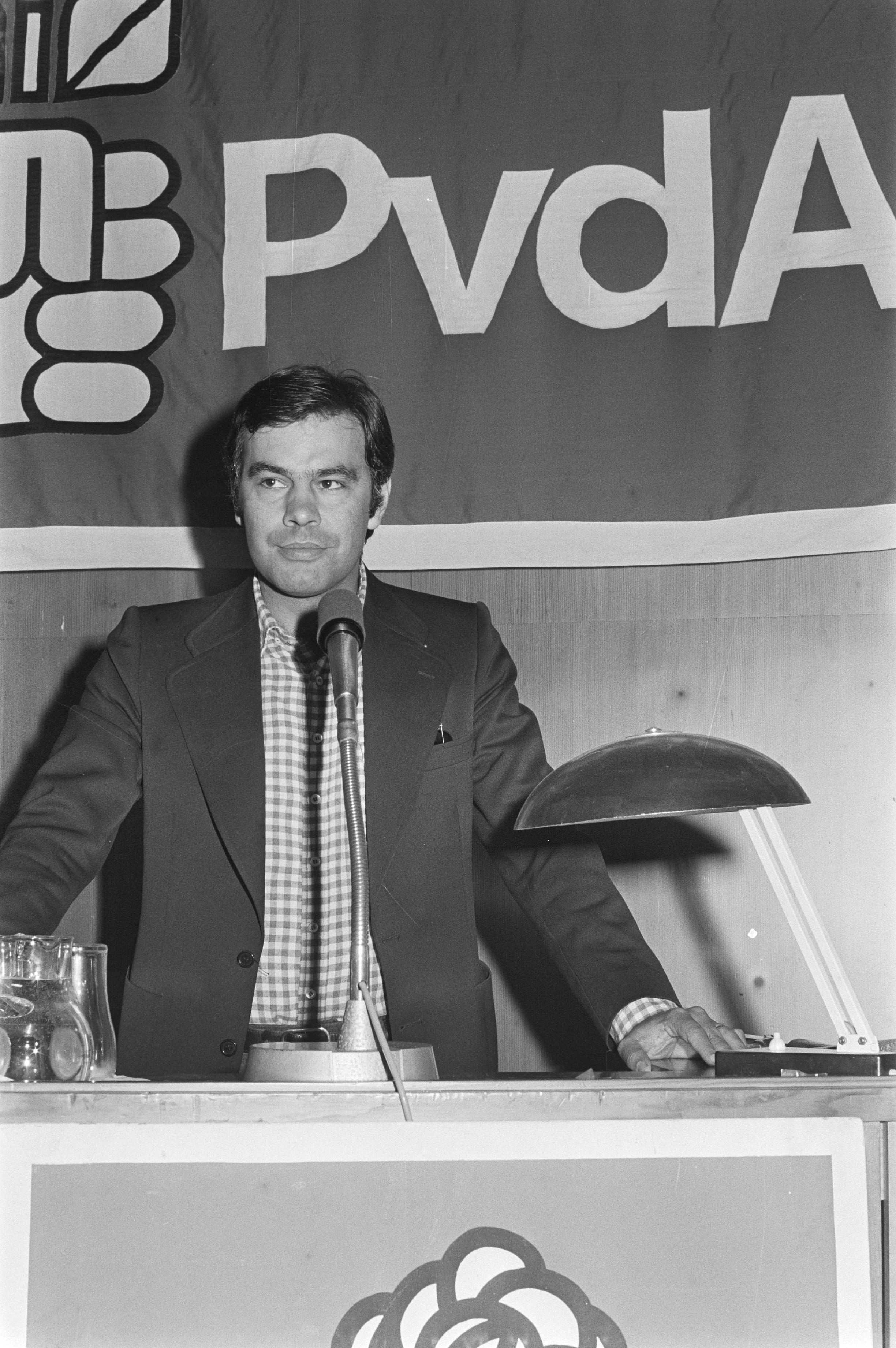
Felipe González en 1976.

Durante la Transición española representó al PSOE en la Platajunta, el organismo unitario de la oposición al régimen de Francisco Franco creado el 26 de marzo de 1976 e integrado por los partidos en la clandestinidad y por personalidades independientes. Felipe González, como secretario de coordinación del PSOE, y Enrique Múgica, su secretario de relaciones políticas, acusaron al coordinador general de la Platajunta, Antonio García-Trevijano, de beneficiarse de la dictadura de Francisco Macías Nguema en Guinea Ecuatorial durante el proceso de descolonización de ese país.
Ya en 1976, como representante del PSOE (todavía ilegal, como el resto de partidos), es entrevistado por el Servicio Central de Documentación (SECED) para tomar pulso de sus intenciones políticas. Tras la legalización del partido en un segundo encuentro se gana el beneplácito del Servicio.
Después de las elecciones democráticas de 1977 se convirtió en diputado a Cortes y líder del partido mayoritario de la oposición, lo que repitió en 1979, convirtiéndose en alternativa de gobierno, al conseguir 121 diputados. Durante el gobierno de Adolfo Suárez, el general y vicepresidente Manuel Gutiérrez Mellado pidió a González que no debatiera el asunto de lo que supuso la Guerra Civil y la represión franquista, hasta que los de su generación se murieran.
La idea de González, que el partido abandonara sus postulados marxistas y evolucionara hacia la socialdemocracia europea reformista se saldó con una primera derrota de su tesis en el Congreso de mayo de 1979 ante el ala izquierda del PSOE, derrotado por un 62 por ciento de los votos. Tras esto Felipe González terminaría por convencer al congreso del PSOE, y sus tesis fueron respaldadas en el Congreso Extraordinario de septiembre de ese mismo año.

## Presidente de Gobierno (1982-1996)

### Elecciones generales de 1982
Tras la victoria obtenida por el PSOE en las elecciones del 28 de octubre de 1982, en las que Felipe González obtuvo el 48.11 % de los sufragios y 202 diputados, siendo esta la primera mayoría absoluta de un partido en la democracia en España, además de ocupar la cifra más alta de diputados hasta la fecha, fue elegido presidente del Gobierno español por el Congreso de los Diputados, y encabezó un gobierno con Alfonso Guerra de vicepresidente. Este logro supuso que por primera vez desde las elecciones generales de 1936, un partido de izquierdas iba a formar gobierno. Además, según muchos historiadores, culminó el período conocido como la Transición española, iniciándose la II Legislatura.

#### 1982
Es el primer año de gobierno del PSOE en España, después de la dictadura.

#### 1983
Uno de los principales acontecimientos fue la expropiación de Rumasa.

#### 1984
En 1984 se culminó la subasta de los Medios de Comunicación Social del Estado, tras la cual cerraron diarios no rentables, mientras que otros fueron privatizados y adquiridos por importantes empresarios como Juan Pablo de Villanueva y Francisco Javier Moll de Miguel.

#### 1985

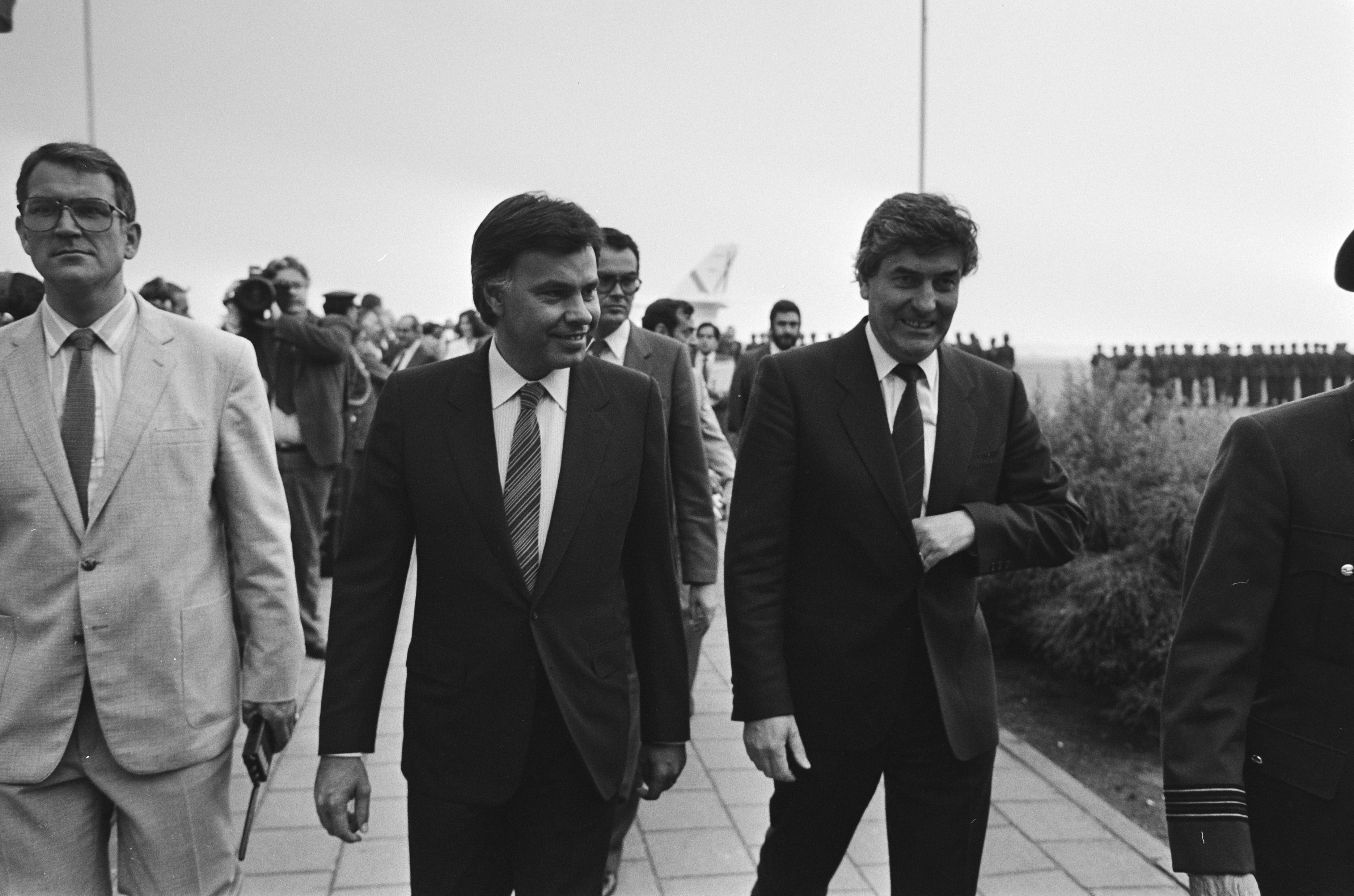
Felipe González junto al primer ministro de los Países Bajos, Ruud Lubbers.

El 12 de junio, se firmó en un acto solemne en el Palacio Real de Madrid el Tratado de Adhesión de España a la Comunidad Económica Europea (CEE). La incorporación efectiva de España en la CEE se produjo el 1 de enero de 1986.
También en este año se reunió en Madrid con el presidente estadounidense Ronald Reagan.

#### 1986

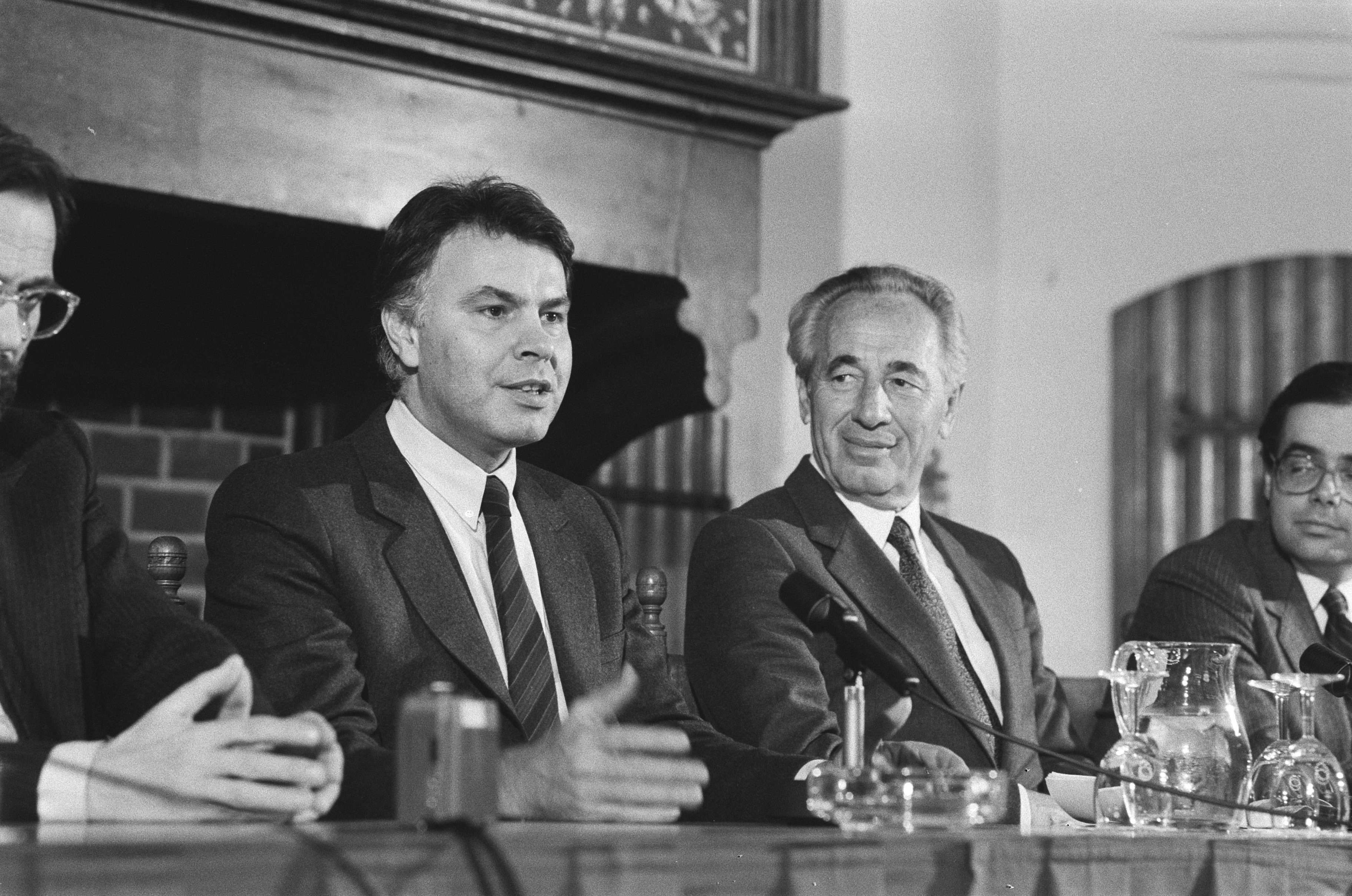
Felipe González con el primer ministro de Israel, Shimon Peres. 19 de enero de 1986.

El 31 de enero, González anunció la fecha del referéndum sobre la permanencia de la OTAN: el día 12 de marzo.

### Elecciones generales de 1986
El PSOE volvió a obtener mayoría absoluta, aunque perdió 18 escaños y más de un millón de votos de los que obtuvo en 1982.

### II Legislatura

#### 1987

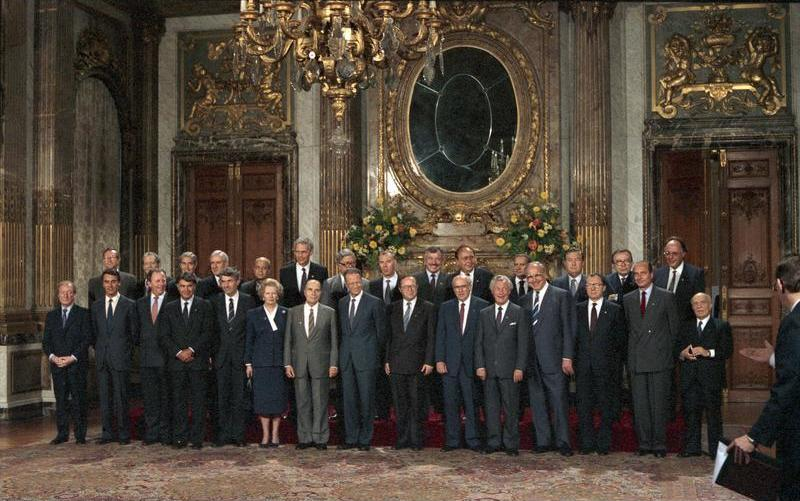
Felipe González asiste el 30 de junio de 1987 en Bruselas a una reunión de jefes de Gobierno y de Asuntos Exteriores de los países comunitarios.

Atentado terrorista de ETA en Hipercor, uno de los peores de la historia. Se celebran los primeros Premios Goya.

#### 1988
El 14 de diciembre, las centrales sindicales Comisiones Obreras (CC. OO.) y Unión General de Trabajadores (UGT) convocaron una huelga general en protesta contra una importante reforma en el mercado laboral, abaratando el despido e introduciendo los contratos temporales para los jóvenes trabajadores (Plan de Empleo Juvenil). Se convirtió en una movilización general del descontento con la política económica del gobierno socialista de Felipe González en su base social ante las continuas reformas en beneficio de la patronal. Con un seguimiento masivo (ocho millones de personas, el 90 % de la población activa de entonces, secundaron el paro), el país fue paralizado durante 24 horas, obligando al Gobierno a negociar con los sindicatos. Felipe González recibió su primer gran golpe político. La reforma prevista fue retirada y se incrementó el gasto social.

#### 1989
El Consejo de Ministros, decide conceder licencia a tres canales de televisión privados, a Tele 5, Antena 3 TV, y Canal Plus.

### Elecciones generales de 1989
El PSOE, renueva la mayoría absoluta con 175 escaños, obteniendo Felipe González, el respaldo mayoritario de los españoles por tercera vez.

### III Legislatura
1990
Un Juez, ordena la detención del tesorero del Partido Popular, Rosendo Naseiro, por presunto cohecho.

#### 1991

##### Caso Guerra

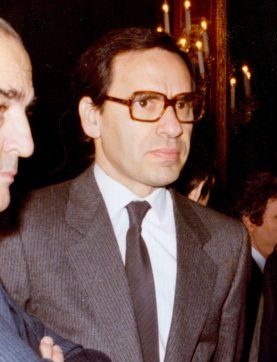
l Vicepresidente primero de Gobierno, Alfonso Guerra.

A partir de ser nombrado Alfonso Guerra vicepresidente del Gobierno por Felipe González se le acusó de beneficiar a su familia directamente. Juan Guerra era un desempleado que cobraba 28 023 pesetas (unos 150 euros) de prestación por desempleo y fue contratado a finales de 1989 por el PSOE para trabajar en un despacho oficial de la Delegación del Gobierno en Andalucía en calidad de asistente de su hermano. Sin embargo, el despacho era utilizado para actividades diferentes a las asignadas. Por ello Juan Guerra fue acusado y juzgado por los delitos de cohecho, fraude fiscal, tráfico de influencias, prevaricación, malversación de fondos y usurpación de funciones. Fue absuelto por el Tribunal Supremo respecto del uso del despacho de la Delegación del Gobierno en Andalucía.
El caso Juan Guerra, conocido como por los detractores del entonces vicepresidente como el «hermanísimo», fue conocido por mediación de su exmujer Ángeles López Rubio, quien harta de las palizas de su marido (según consta en la denuncia que formuló contra él en comisaría)[cita requerida] distribuyó documentación que comprometía a su marido hasta que ésta acabó en manos de Manuel Fraga, entonces líder de la oposición. Juan Guerra fue condenado en 1995 junto a su socio Juan José Arenas. El Tribunal Constitucional confirmó la sentencia en abril de 2001.
El escándalo Juan Guerra provocó la dimisión del vicepresidente del gobierno Alfonso Guerra —el 12 de enero de 1991—.

#### Conferencia de paz sobre Oriente Próximo
Felipe González y su gobierno organizaron en 1991 la Conferencia de Paz de Madrid, un intento de abrir el camino hacia la paz en Oriente Próximo entre Israel y los países árabes. A la cumbre asistieron delegaciones de Israel, Palestina (sin la presencia oficial de la OLP), Jordania, Egipto, Líbano, Siria, la Comunidad Económica Europea, la Unión de Repúblicas Socialistas Soviéticas y los Estados Unidos. Por primera vez se habló del principio de «paz por territorio», por el que Israel podría ceder el control de los territorios ocupados desde 1967 a cambio del reconocimiento por parte del mundo árabe. No se logró ningún acuerdo pero se considera la antesala de los acuerdos de Oslo de 1993-1995.

#### 1992
1992 fue para España el año de las grandes celebraciones: los Juegos Olímpicos en Barcelona, la Exposición Universal de Sevilla y el quinto centenario del descubrimiento de América. Ambos acontecimientos, que se saldaron con un éxito indiscutible, situaron a España dentro del reducido círculo de naciones con reputación de solidez y modernidad. Pero, además, fueron de manera muy directa el motor de la modernización de las infraestructuras de esas dos ciudades, pero ello redundó en beneficio de toda España. Es el caso, por ejemplo, del tren de alta velocidad (AVE), que revolucionó el transporte ferroviario al unir a Madrid y Sevilla. En esta obra se invirtieron más de 400 000 millones de pesetas. También se suma a las obras de mejora de las comunicaciones por carretera, que dan un vuelco espectacular en esos años con la construcción de autovías que en número creciente atraviesan buena parte del país.
El 29 de marzo de ese mismo año, se produjo en la localidad de Bidart (Francia), el mayor éxito en la lucha antiterrorista al ser detenida por fuerzas especiales de la policía francesa con la colaboración de la Guardia Civil la cúpula de ETA, apodada en clave: Artapalo.

### Elecciones generales de 1993
El PSOE volvió a ganar las elecciones, por cuarta vez. Las elecciones generales se celebraron el 6 de junio de 1993. El PSOE ganó las elecciones con una mayoría simple de 159 escaños, 16 escaños menos que en las elecciones de 1989. Estos resultados alejaron a Felipe González de la mayoría absoluta que había conseguido en los anteriores comicios, y por primera vez su ejecutivo afrontó una legislatura sin ostentar la mayoría absoluta.

### IV Legislatura

#### 1993

##### Caso Roldán
Fue desvelado en noviembre de 1993 por Diario 16, provocando la destitución de Luis Roldán, director general de la Guardia Civil, y que estuvo al frente de la Benemérita durante el gobierno de Felipe González entre octubre de 1986 y diciembre de 1993. Luis Roldán aprovechó su cargo para enriquecerse ilícita y delictivamente mediante el cobro de comisiones de obras, de estafas a los constructores y mediante la malversación de los fondos reservados del Ministerio del Interior. Roldán también recibió, a partir de 1990, sobresueldos de 30 000 euros al mes a cargo a los fondos reservados y por parte de Rafael Vera, secretario de Estado para la Seguridad. Esa cantidad fue elevada a 60 000 euros desde 1991 y hasta su destitución.
Luis Roldán fue condenado en febrero de 1998 por la Audiencia Provincial de Madrid a 28 años de cárcel por los delitos de malversación de fondos públicos, cohecho, estafa y fraude fiscal. Roldán reconoció durante el juicio que se había llevado irregularmente más de 2 614 403 euros de los fondos reservados y casi 11 millones de euros en comisiones. La sentencia fue ampliada por el Tribunal Supremo en 1999 hasta los 31 años, imponiéndole además una multa de 9 616 194 euros y una indemnización al Estado de 3 479 259 euros. Junto a Roldán fueron condenados su esposa Blanca Rodríguez-Porto y su testaferro Jorge Esparza Martín y absueltos por prescripción Elisa Rodríguez López (excompañera sentimental de Roldán), Agustín Blázquez, José Herminio Lastra y Jorge Prieto Pardina. Jorge Esparza fue la persona que ayudó a Luis Roldán a ocultar los más de nueve millones de euros. La sentencia rechazaba el argumento de que el dinero que guardaba Roldán en sus cuentas suizas eran fondos destinados al PSOE.

#### 1994
El 17 de diciembre estalló de manera definitiva el caso que llevaba muchos años rondando la vida política nacional y que asestó al Gobierno socialista un durísimo golpe: el GAL. Ese día, el diario El Mundo publicó una entrevista a los policías José Amedo y Michel Domínguez.

#### 1995
El 28 de febrero, el ministro de Justicia e Interior, Juan Alberto Belloch, informó que Luis Roldán fue detenido en Laos. Según Belloch, fue capturado tras una operación llevada a cabo por el Ministerio del Interior y las fuerzas policiales. Pero al día siguiente el diario El Mundo publicó que Belloch había pactado con el prófugo su entrega y que existían unos documentos de extradición, supuestamente del Gobierno de Tailandia, que eran falsos, pero que fueron utilizados para convencer a Roldán de que si era extraditado a España solo se le juzgaría por dos delitos, y no por los siete por los que era perseguido por la justicia.
El 12 de junio España se entera a través del diario El Mundo que el CESID llevaba diez años espiando y grabando sin autorización judicial las conversaciones telefónicas privadas de políticos y empresarios.En noviembre de ese año se aprobó el primer Código Penal desde la dictadura.
Desde el 1 de julio hasta el 31 de diciembre, España asumió por segunda vez la presidencia de la Unión Europea.

#### 1996
El Presidente del Gobierno, Felipe González, se ve obligado a convocar elecciones generales cuando aún no había pasado tres años de las anteriores, después de que su socio de gobierno Convergencia i Unió le quitara su apoyo, y fuera imposible aprobar los presupuestos de 1996.
Felipe González, se presenta como candidato del PSOE, a las elecciones, por séptima vez.

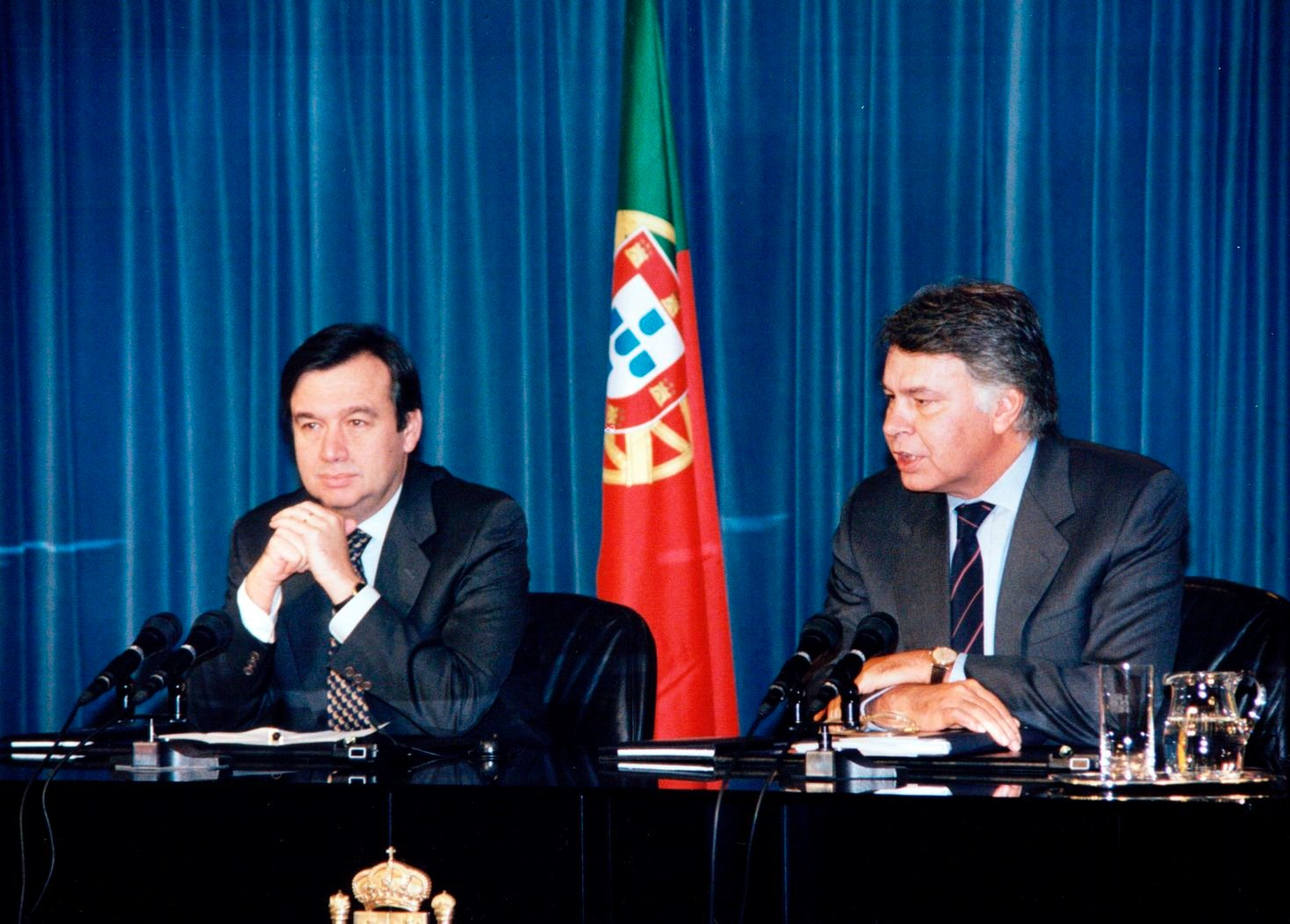
Fotografiado en una rueda de prensa en La Moncloa con António Guterres en enero de 1996.

### Elecciones generales de 1996

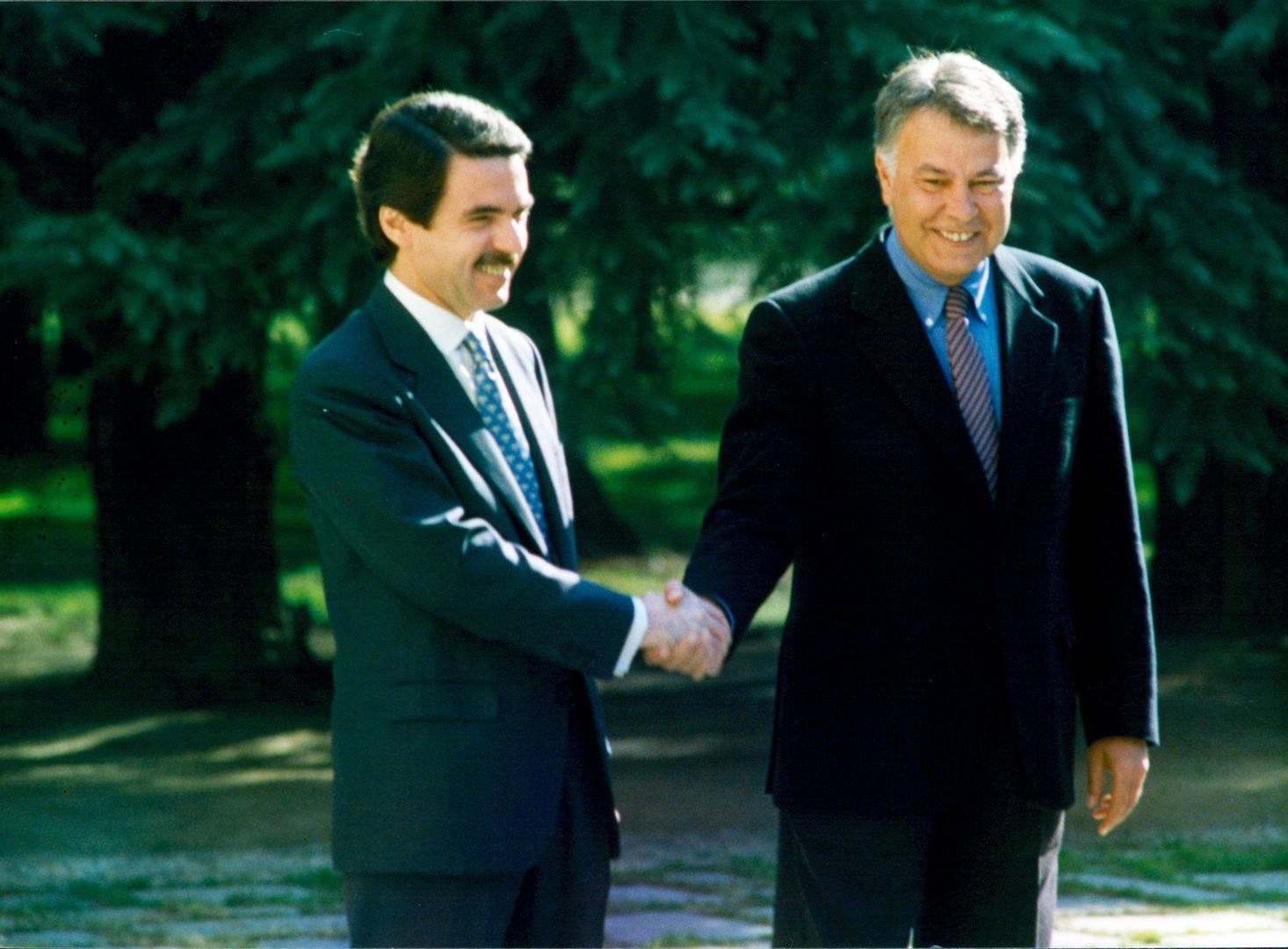
Felipe González recibe al líder del Partido Popular para tratar el traspaso de poderes

Las Elecciones Generales de 1996 fueron las más reñidas de la historia. Fueron ganadas por el Partido Popular, aunque con un margen estrecho, ya que obtuvo 156 escaños y el PSOE 141 escaños. 
En palabras del exvicepresidente Alfonso Guerra, «Nunca una derrota fue tan dulce, ni una victoria tan amarga».

### El final de su presidencia
A la salida de Felipe González del gobierno, España estaba iniciando una recuperación económica, aunque los datos de paro e inflación eran preocupantes. El traspaso de poderes hacia José María Aznar, que sería el próximo presidente del Gobierno, se realizó de forma modélica.
Entre otros logros, en los catorce años de gobierno de Felipe González se consiguió: la implantación del estado de bienestar, una reforma integral del ejército, la entrada de España en la Comunidad Económica Europea (actual Unión Europea), la universalización de la sanidad y educación, etc.

## Otros datos

### Economía
El programa económico del PSOE lo ideó y puso en marcha Miguel Boyer, y fue continuado por Carlos Solchaga. Representó una continuidad no solo con respecto a la política económica de Leopoldo Calvo-Sotelo, sino con respecto a los Pactos de la Moncloa de 1978 Siguió una política económica liberal, combinada con numerosas reformas sociales. Entre sus decisiones más criticadas estuvo la expropiación de Rumasa, un inmenso holding industrial, con el argumento de su posible implicación en acciones fraudulentas de las que se consideran finalmente probadas diversas falsedades e impagos a la Hacienda pública y a la Seguridad Social. También fue muy contestado el «plan de empleo juvenil» ideado con el objetivo de que los jóvenes tuvieran un primer empleo y adquirieran experiencia y que originó los contratos «basura», llamados así por su baja remuneración y porque su extinción no daba derecho a prestaciones sociales. Otras medidas muy controvertidas fueron la legalización de las empresas de trabajo temporal con el objetivo de crear empleo aunque este fuera precario y en peores condiciones; el recorte de las prestaciones por desempleo (antes se podía solicitar la prestación del paro con seis meses cotizados; ahora se necesita un año, aunque con seis meses cotizados se tiene acceso al subsidio de 420 euros); y el primer «medicamentazo» cuyo objetivo fue ahorrar fondos públicos eliminando la subvención que recibe la prescripción de ciertos medicamentos por parte de la seguridad social. Como consecuencia de esta política sufrió las primeras huelgas generales de la democracia, lo que llevó al distanciamiento de su partido del sindicato Unión General de Trabajadores (UGT), también creado por el fundador del PSOE Pablo Iglesias, y a la ruptura de su amistad con el secretario general del sindicato Nicolás Redondo, su valedor en Suresnes.
Sus gobiernos llevaron a cabo una conflictiva reconversión industrial con la «Ley de Reconversión industrial y Reindustrializaciones» aprobada en 1983. La comúnmente llamada «reconversión» se prolongó hasta los años noventa y entrañó un gasto para el Estado de 1.5 billones de pesetas. Dejó a su paso la destrucción de 83.000 empleos, que afectó sobre todo a localidades como Sagunto, Vigo, Ferrol, Gijón, Sestao, Asúa, Reinosa, Getafe o Puerto Real. Con la idea de acabar con una industria obsoleta se acabó directamente con buena parte del tejido industrial del país sin generar una industria nueva de dimensiones proporcionales o una actividad económica alternativa de bases sólidas. Ello repercutió en la incapacidad de la economía española para hacer frente a la crisis del 92-93 y fue un incentivo para que la actividad económica se orientase en mayor medida a prácticas financieras, inmobiliarias y especulativas. Las medidas adoptadas permitieron que España cumpliera con los requisitos impuestos para su ingreso en la CEE, cosa que efectivamente se produjo en 1986.
El modelo de crecimiento y las medidas laborales aprobadas dieron forma a un modelo social que sometía a buena parte de la población activa, sobre todo a los sectores más jóvenes, a la disyuntiva del paro o la precariedad. El paro se cronificó y generó en las antiguas barriadas obreras un panorama que ahondó en la exclusión social y la marginalidad. El único paliativo que encontraron algunos fue el de la delincuencia de poca monta y el consumo de heroína.

En la sociedad española se impusieron tendencias culturales e ideológicas cuya factura iba mucho más allá de las decisiones del gobierno, y que no eran nada favorables a la construcción de lo que podría llamarse una mayoría social de izquierdas en los términos en que lo expresaban opciones como IU. Entre esas tendencias estaba el temor al paro conjugado con el espejismo del enriquecimiento fácil; las posibilidades y, al mismo tiempo, la dependencia que generaba el acceso al crédito; la integración en dinámicas muy compulsivas de consumo; la ingesta diaria de nuevos modelos vitales a través de medios de comunicación cada vez más potentes; la disolución progresiva de los elementos nodales de las tradicionales identidades de clase; o la asunción de valores posmaterialistas. Todo ello, y mucho más, dio forma a una mentalidad compleja muy proclive a la búsqueda individualista de seguridad vital en un tiempo cada vez más incierto, y a un conservadurismo político consecuente, entendido en su sentido profundo y no solo partidario, a una mentalidad bastante equiparable, por otra parte, a la de las sociedades del entorno.
En el caso de España a eso se sumaba la pervivencia de valores del franquismo sociológico: el apoliticismo, el miedo al conflicto o la reverencia al poder. Y también el efecto que sobre la mentalidad de la época tuvieron ciertas orientaciones y actitudes mantenidas por el gobierno y algunos de sus principales representantes.(...) Las formas de vida de la conocida «beautiful people» que estaba en la órbita del partido en el poder, la megalomanía y el despilfarro de los fastos del 92 y las famosas declaraciones de Carlos Solchaga (en la que se jactaba de haber hecho de España el país donde más fácil resultaba enriquecerse en poco tiempo) también conformaron modelos ideológicos y vitales de referencia para mucha gente de origen humilde.

Juan Andrade Blanco

#### Crisis económica de 1993 en España
Se realizó la modernización y universalización tanto del sistema educativo español, como del sistema sanitario y de seguridad social, así como una ampliación y modernización de las infraestructuras, financiada mediante un aumento de la deuda pública y los Fondos de Desarrollo de la Unión Europea para el período de 1994-1999 con los que la Unión Europea pretende fortalecer la economía de los países más pobres (España, Irlanda, Grecia y Portugal). España percibió mediante este hecho más de la mitad de estos fondos, además será el país de la UE que más dinero reciba del Fondo de Cohesión y, tras Francia, de la PAC.
En 1984 el gobierno de González aprueba la moratoria nuclear que, aunque no constituye el abandono de la energía nuclear, sí impedía la construcción de nuevos reactores. La central nuclear de Lemóniz, en Vizcaya, es un símbolo de los efectos de esta moratoria, pues pese a estar terminada, nunca se puso en funcionamiento. La moratoria terminó en 1997; desde esa fecha, la industria privada habría podido ampliar la energía nuclear en España, pero no lo ha hecho por su imposibilidad económica de construir nuevas centrales sin la ayuda del Estado. En los últimos treinta años el porcentaje de la energía nuclear sobre el total del sistema eléctrico de España ha disminuido notablemente.

### Huelgas generales
Decisiones como la reconversión industrial, el recorte de las pensiones o la flexibilización del mercado de trabajo provocaron un enfrentamiento con los sindicatos, incluida la central socialista Unión General de Trabajadores (UGT), que lideraba su antiguo colaborador Nicolás Redondo, que se saldó con dos huelgas generales contra sus gobiernos en 1988 y 1994.

#### Huelga general de 1994: el 27-E
Bajo el lema «Hay que pararlos. Te juegas mucho», tuvo lugar el 27 de enero la huelga general de 1994 en España que es conocida como 27-E. Nicolás Redondo (UGT) y Antonio Gutiérrez (CCOO) convocaron un paro de ocho horas para mostrar su oposición a la reforma laboral aprobada mediante el Real Decreto sobre Fomento de Empleo y Protección por Desempleo, por el gobierno socialista de Felipe González. La reforma impulsada por el entonces ministro de Trabajo, José Antonio Griñán, incluía, entre otras medidas, el fomento de los contratos con bajo salario para los jóvenes, el aumento de la movilidad geográfica y el recorte de algunas prestaciones por desempleo.

### Cambios sociales
Simultáneamente, durante su gobierno hubo un considerable crecimiento económico, estimulado por el ingreso de España en la Unión Europea, que llevó a España a la vía de la modernización. Ocurrió asimismo un proceso de liberalización en la moral y las costumbres, en claro contraste con la dura represión de la dictadura franquista. Llevó a cabo una importante tarea de modernización y acercamiento del ejército a la sociedad, acabando con el fantasma permanente de un nuevo golpe de Estado.

### Premio Carlomagno
Fue galardonado en 1993 con el Premio Carlomagno que distingue a personalidades con un gran sentido europeísta.

### Casos de corrupción y el GAL durante los gobiernos de Felipe González

#### Terrorismo de Estado: GAL
El terrorismo practicado contra ETA, sus militantes y su entorno político y personal se inició en 1975 y causó más de 74 muertos.  Agrupaciones armadas parapoliciales practicaron lo que se denominó terrorismo de Estado o «guerra sucia» continuando durante el gobierno de González hasta su eliminación.  Los grupos armados de liberación (GAL), sucedieron a otros grupos como ATE (Antiterrorismo ETA), Triple A, Batallón Vasco Español, etc. y estuvieron activos de 1983 a 1987 siendo responsables de 23 asesinatos, incluyendo a víctimas sin relación con el terrorismo.
Caso Lasa y Zabala
Se conoce con ese nombre al secuestro y asesinato de José Antonio Lasa Arostegui y de José Ignacio Zabala Artano en 1983. Fue uno de los casos más conocidos de la denominada «guerra sucia» contra ETA. Después de un largo y complicado juicio, el juez dictó sentencia condenatoria contra el general Enrique Rodríguez Galindo, el exgobernador civil de Guipúzcoa Julián Elgorriaga y el teniente coronel de la Guardia Civil Ángel Vaquero, declarándose la responsabilidad civil subsidiaria del Estado para el pago de las indemnizaciones.

#### Fondos reservados
Fue un escándalo político importante, pues se juzgó a siete ex altos cargos del Ministerio del Interior en la época del gobierno socialista de Felipe González por el uso irregular de los fondos reservados que entre los años 1987 y 1993, el Gobierno destinaba a la lucha antiterrorista y contra el narcotráfico. Durante el juicio quedó probado que el dinero sustraído, unos 5 millones de euros, fue utilizado para uso privado, pago de sobresueldos y gratificaciones a funcionarios y altos cargos de Interior y, en algunos casos, en enriquecimiento personal. Los exministros José Barrionuevo y José Luis Corcuera fueron absueltos de todos los cargos. Rafael Vera Fernández-Huidobro (ex secretario de Estado de seguridad) fue condenado a siete años de prisión como autor de un delito continuado de malversación de caudales públicos. José María Rodríguez Colorado (ex director general de la Policía) fue condenado a seis años de prisión por el mismo delito. Julián Sancristóbal (exdirector de la Seguridad del Estado) fue condenado a cuatro años de prisión como autor de un delito continuado de malversación de caudales públicos pero con la concurrencia de la circunstancia atenuante apreciada. La investigación del juez Baltasar Garzón sobre los fondos reservados había sido impedida desde la etapa de José Barrionuevo como ministro de Interior, época en que Felipe González, presidente del gobierno, declaraba: «Ni hay pruebas ni las habrá». Sin embargo, frente a la negativa de Interior, Garzón obtuvo el apoyo que solicitó del Consejo General del Poder Judicial.
Francisco Paesa
Francisco Paesa, era un exagente del Ministerio del Interior en la etapa del gobierno socialista de Felipe González. Fue investigado por orden del tribunal por un presunto delito de encubrimiento al haberse acreditado que ayudó a Roldán a ocultar 10 818 218 euros en Suiza. El fallo de la sentencia destaca que Roldán mintió al asegurar que había devuelto esa cantidad. Añade que el dinero fue transferido en 1998 por Beatriz García Paesa, sobrina de Francisco Paesa, desde el Aresbank de Madrid a un banco de Singapur tras la fuga de Luis Roldán, perdiéndose la pista a partir de entonces mediante ingresos físicos en diferentes bancos del país asiático. Posteriormente Paesa entregó al prófugo Luis Roldán al entonces ministro de Interior, el socialista Juan Alberto Belloch, por 1 800 000 euros y después fingió su muerte e incineración en Bangkok (Tailandia) en julio de 1998. Sin embargo reapareció en junio de 2002 para comprar con un pasaporte ficticio y la ayuda de su sobrina, su chalé en la localidad madrileña de Las Rozas de Madrid. Actualmente se encuentra en paradero desconocido.

#### Caso Filesa
Fue un caso de corrupción consistente en la creación de una trama de empresas (Filesa, Malesa y Time-Export) cuyo fin era la financiación ilegal del Partido Socialista Obrero Español, para hacer frente a los gastos originados por las campañas electorales del año 1989, hechos todos ellos establecidos como probados por la Judicatura. Josep Maria Sala i Griso, senador socialista, fue condenado por un delito de falsedad en documento mercantil y por un delito de asociación ilícita. La condena por falsedad en documento mercantil fue anulada por el Tribunal Constitucional. El diputado socialista Carlos Navarro y los responsables de Filesa, Luis Oliveró y Alberto Flores, fueron condenados por el Tribunal Supremo. El 1 de diciembre de 2000 el Gobierno de José María Aznar les concedió el indulto parcial, de tal forma que se redujeron a la mitad sus condenas. Este indulto se extendía a un total de 1443 condenados y era el de mayor peso político concedido por un Gobierno desde la Transición. Otros acusados condenados fueron Aída Álvarez (excoordinadora de finanzas del PSOE), su marido Miguel Molledo y los empresarios Juan Antonio Molina y Eugenio Marín, quienes tuvieron que indemnizar a los accionistas de la hoy llamada Iveco-Pegaso y de Cepsa, por resultar en su día perjudicados.

### Final de gobierno
Durante su última etapa de gobierno se sucedieron los escándalos de corrupción (casos de Mario Conde en Banesto, Flick, SEAT, Intelhorce entre otros). Además, salió a la luz pública el terrorismo de Estado (GAL), en que se vieron involucrados miembros de su gobierno. La crisis económica y el hartazgo de la población con estos casos de corrupción llevaron a la derrota electoral del PSOE de Felipe González en 1996.
Al final de su mandato las condiciones de la economía española eran las siguientes: 3.5 millones de parados, 5.5 % de déficit público y una deuda de 60 billones de pesetas (360 000 millones de euros). A partir de 1994 el país ya iniciaba una recuperación económica, pasándose de una recesión del 1.1 % del PIB en 1993 a un crecimiento económico del 2 %. Del mismo modo, el nivel de inflación, que cerró 1993 en el 4.9 %, pasó entre 1994 y 1996 al 3.5 %. Por su parte, el paro, que en el primer trimestre de 1994 alcanzaba la tasa del 21.92 %, pasó a situarse, en el último trimestre completo de la presidencia de González, el primero de 1996, en el 20.04 %.

## Derrota electoral y retirada de la política activa (1996-2007)
El PSOE perdió las elecciones europeas, municipales y autonómicas de 1994 y González, ya como candidato, perdió las elecciones de 1996 por un estrecho margen, en favor del Partido Popular de José María Aznar.
En el 34.º Congreso del partido, celebrado en Madrid entre los días 20 y 22 de junio de 1997, el congreso nombró para la Secretaría General a Joaquín Almunia. El 23 de febrero de 1998 fue nombrado hijo predilecto de Andalucía.Tras la salida de González del Gobierno el rey Juan Carlos le ofreció la concesión de un título nobiliario (como ya había ocurrido con Adolfo Suárez o Leopoldo Calvo-Sotelo). González rechazó el ofrecimiento justificándose en razones de coherencia ideológica y personal.
Fue diputado por Madrid hasta las elecciones generales de 2000, en las que se presentó al Congreso en la lista electoral del PSOE por Sevilla. Casi retirado de la política durante diez años (1997-2007), preside la Fundación Progreso Global y es presidente de honor de la Fundación Tomás Meabe. Formaba parte del Comité Federal del PSOE y del Consejo de Política Internacional del mismo partido, y actualmente también se dedica a diseñar joyas y esculpir.

## Últimos años

### Embajador extraordinario y presidente de lossabiosde la UE (2007)

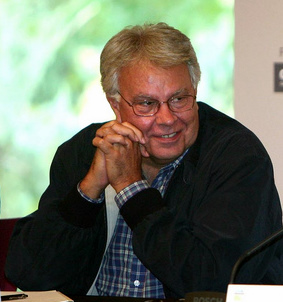
Felipe González en 2010.

El 26 de julio de 2007 se anunció su nombramiento, efectuado al día siguiente por el Consejo de Ministros, como embajador plenipotenciario y extraordinario para la celebración del bicentenario de la independencia de América, celebraciones que arrancarían en México en el año 2010.
El 24 de octubre se constituyó formalmente, en el Congreso de los Diputados, y bajo la presidencia de María Teresa Fernández de la Vega, vicepresidenta del Gobierno, la Comisión para conmemorar el bicentenario de la independencia de las Repúblicas Iberoamericanas, celebrándose a continuación su primera reunión.
El 14 de diciembre de 2007, los jefes de Estado y de Gobierno de la Unión Europea, reunidos en Consejo Europeo en Bruselas, designaron a González como presidente del Grupo de Reflexión sobre el Futuro de Europa o Comité de Sabios, formado por hasta nueve personalidades de reconocido prestigio político y académico, con el encargo de presentar un informe, en junio de 2010, sobre el rumbo y objetivos de la Unión cara al horizonte de los años de 2020 a 2030, aludiendo a qué cuestiones deberá enfrentarse Europa hasta esos años en lo referente a su modelo económico y social, el Estado de Derecho, el medio ambiente, la estabilidad global, la inmigración, la energía y el cambio climático, el crimen organizado y el terrorismo, y cómo deberá responder frente a ellas. También habla de reflexionar acerca de cómo lograr un mayor acercamiento de la Unión a sus ciudadanos para una mejor atención de sus necesidades y aspiraciones.

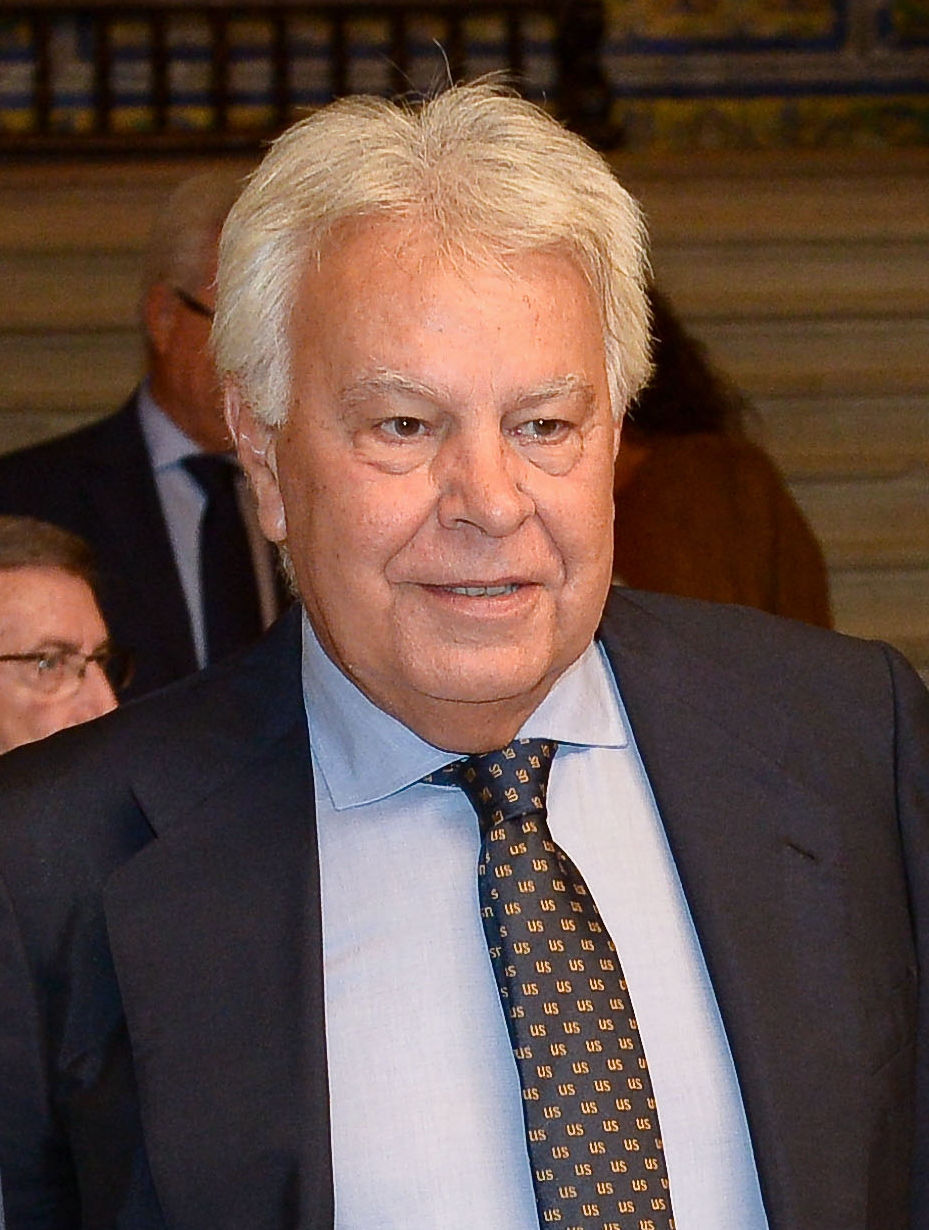
González en septiembre de 2014.

Para el ejercicio tanto de su cargo de embajador como de presidente del Grupo de Reflexión sobre el Futuro de Europa, González trasladó su despacho, en la primavera de 2008, al Palacio de Viana, en Madrid, propiedad del Ministerio de Asuntos Exteriores y de Cooperación.

### Consejo de Participación del parque nacional de Doñana
En diciembre de 2009 fue elegido presidente del Consejo de Participación del parque nacional y natural de Doñana. Esta noticia no fue bien recibida por algunas organizaciones como las ecologistas que no querían que se concediera un cargo de responsabilidad en un espacio protegido a alguien a favor de la energía nuclear. Sustituyó al biólogo Ginés Morata, que había sido presidente desde 2007 .En julio de 2012, la asociación Ecologistas en Acción pidió públicamente a Felipe González que dejase el Consejo de Doñana, ante sus repetidas faltas a las reuniones.
En diciembre de 2012 abandonó este cargo, manifestando que se retiraba: «solo por falta de tiempo y capacidad para dedicarle el tiempo que merece», indicando además que «no hay ninguna razón especial».

### Sector privado y crítico de Sánchez
Entre 2010 y 2015 formó parte del Consejo de Administración de Gas Natural Fenosa.En diciembre de 2014 el presidente de Colombia, Juan Manuel Santos, otorgó a González la nacionalidad colombiana,y en 2022 el presidente dominicano Luis Abinader hizo lo mismo.
En febrero de 2018 comentó extensamente su trayectoria personal y política en la primera entrevista que concedió a El Mundo desde la fundación de este diario en 1989.Durante el mandato de Pedro Sánchez, González se convirtió en uno de los críticos más vocales contra su Gobierno, en temas que van desde las energías renovables y las medidas de transición energéticaal lawfare, la Ley de Amnistía, la Ley de Memoria Democrática o la política internacional.

## Fundación Felipe González
En 2013 se creó la Fundación Felipe González, y en 2019 esta publicó parte de su archivo personal, incluyendo parte del expediente policial de González que se conserva en el Archivo Histórico Nacional.

## Libros
- Un discurso ético (1982).
- El Socialismo (1997).
- El futuro no es lo que era (con Juan Luis Cebrián) (2001).
- Memorias del futuro (2003).
- Mi idea de Europa (2011).
- En busca de respuestas (2013).

## Distinciones y condecoraciones
- Gran Cruz de la Orden de Cristo (6 de enero de 1984).[101]
- Gran Cruz (con distintivo blanco) de la Orden del Mérito Militar (1984)[102]
- Orden José Martí (República de Cuba, 14 de noviembre de 1986).[103][104]
- Premio Carlomagno (Aquisgrán, 20 de mayo de 1993).[105]
- Collar de la Orden de Isabel la Católica (1996)[106]
- Gran Condecoración de Honor en oro con fajín al Mérito de la República de Austria (1996).[107]
- Hijo Predilecto de Andalucía (1998)[108]
- Gran Cruz de la Orden del Quetzal (2004)[109]
- Medalla a labor por la Integración Europea (12 de junio de 2005).[110]
- Medalla de Oro de Madrid (2011)[111]
- Hijo predilecto de Sevilla (30 de mayo de 2012).[112]
- Premio Iberoamericano Torre del Oro (7 de julio de 2023).[113]